# St. Martin (Nienburg/Weser)

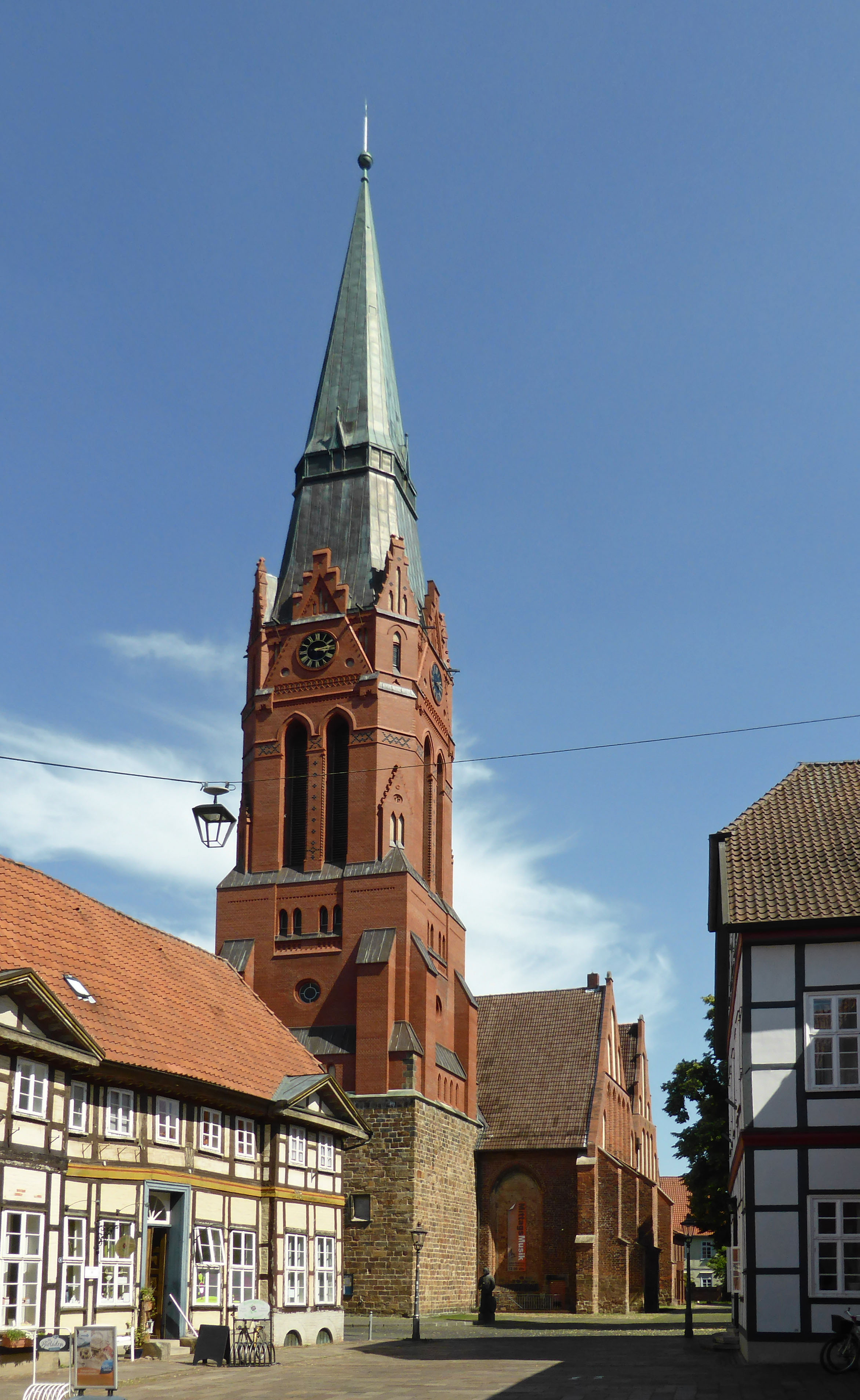
St. Martin

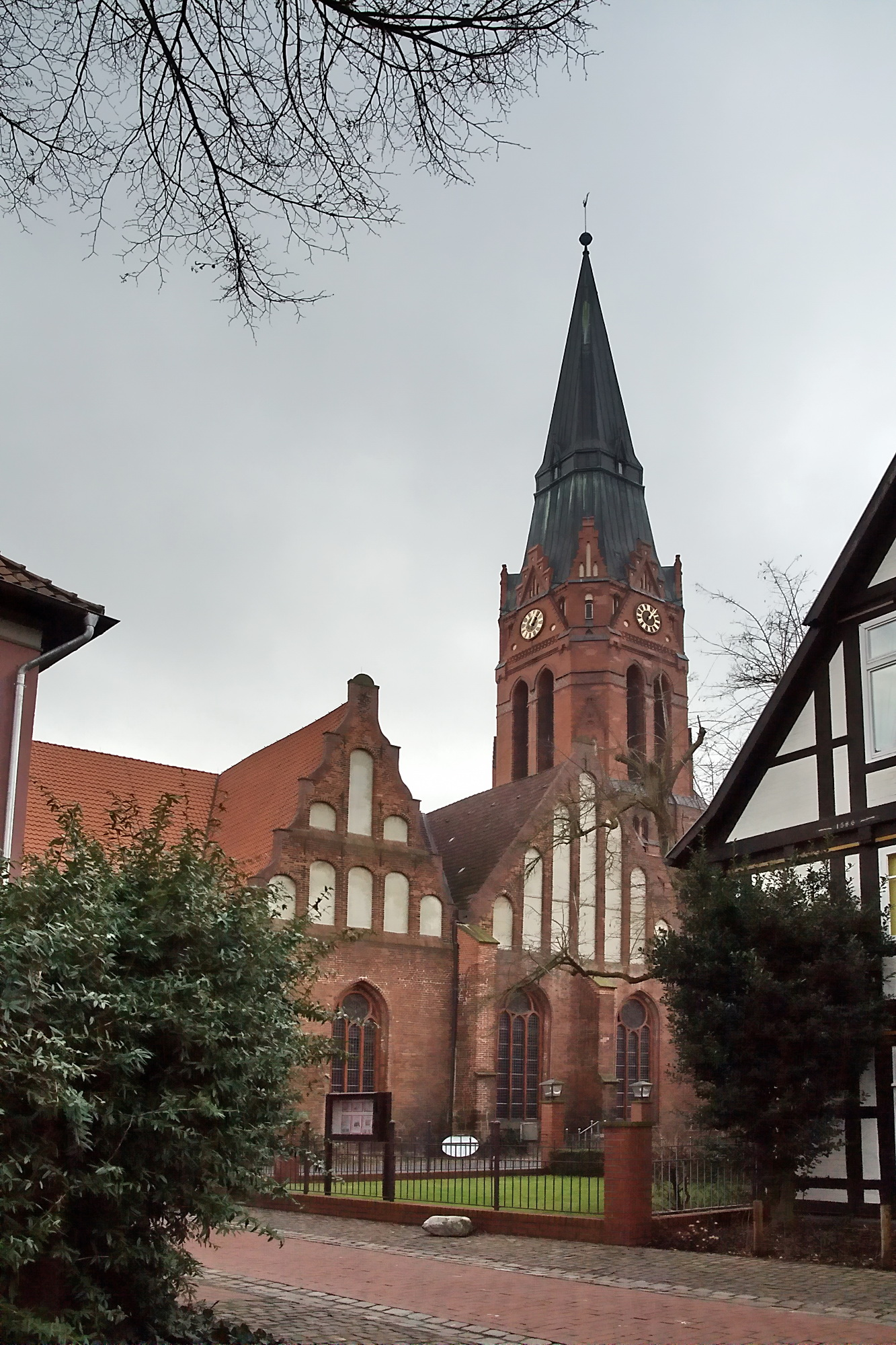
Gotisches Backsteinschiff mit Zwerchgiebeln

Die evangelische Kirche St. Martin in Nienburg/Weser ist eine gotische Backsteinkirche im gleichnamigen Landkreis in Niedersachsen. Sie gehört zur Kirchengemeinde St. Martin im Kirchenkreis Nienburg/Weser der Evangelisch-lutherischen Landeskirche Hannovers und ist eine verlässlich geöffnete Kirche.

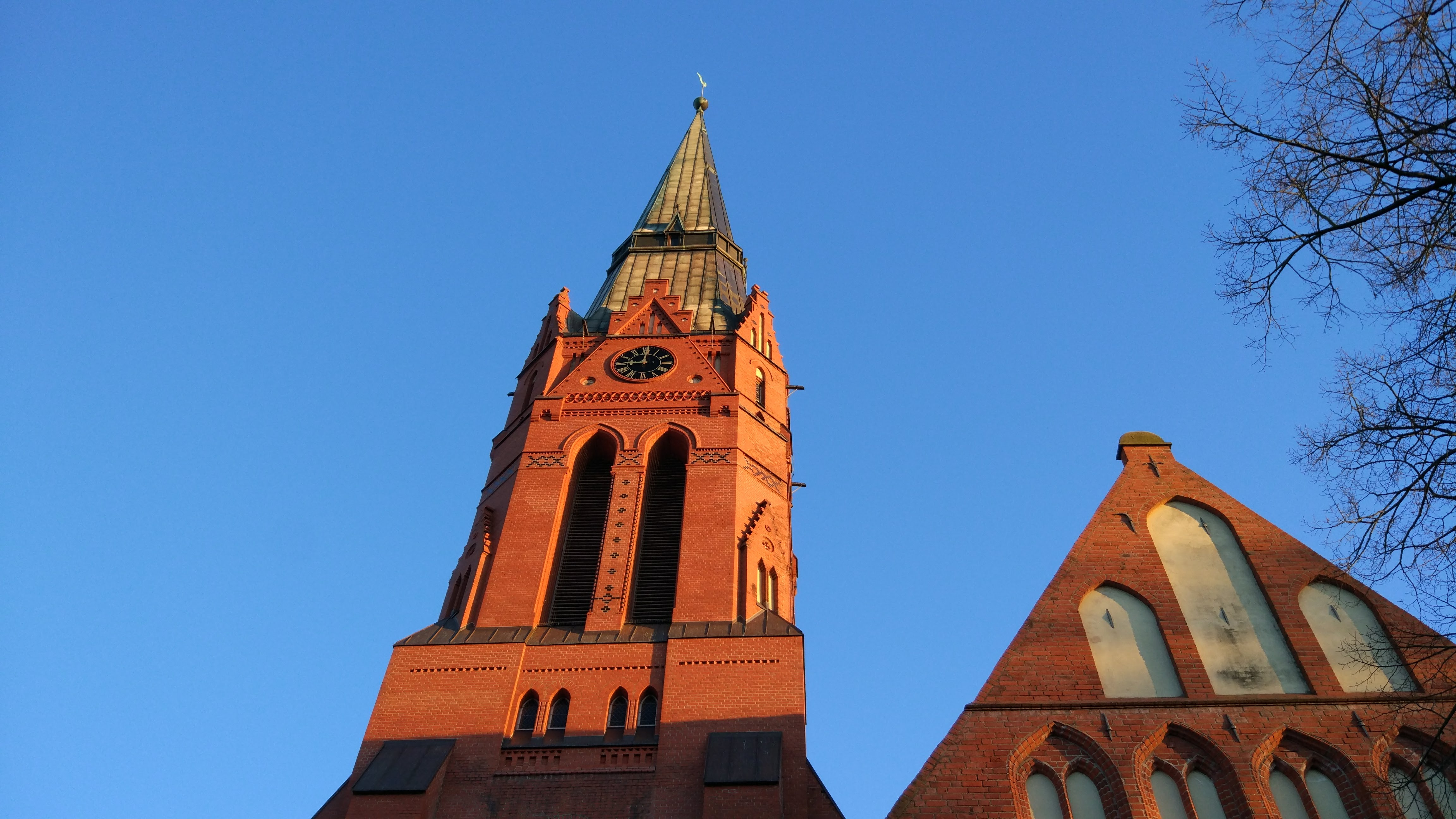
Neugotischer Turm, erneuerte südliche Zwerchgiebel

## Geschichte
Die Kirche St. Martin ist seit Ende des 13. Jahrhunderts bezeugt; im Hallenchor der heutigen Kirche sind Teile einer kreuzförmigen Basilika vermutlich aus der ersten Hälfte des 13. Jahrhunderts erhalten. Im Jahr 1441 wurde die dreischiffige Hallenkirche aus Backstein und teilweise aus Portasandstein mit quadratischem Westturm geweiht. Verstärkungen der Strebepfeiler am Chor erfolgten im 18. Jahrhundert, der nordöstliche Pfeiler ist 1718 datiert. In den Jahren 1830/31 erfolgte eine Restaurierung durch Emanuel Bruno Quaet-Faslem. Im Jahr 1896 wurden die oberen Bauteile des Turms aus Backstein mit achteckigem kupfergedecktem Helm ausgeführt.

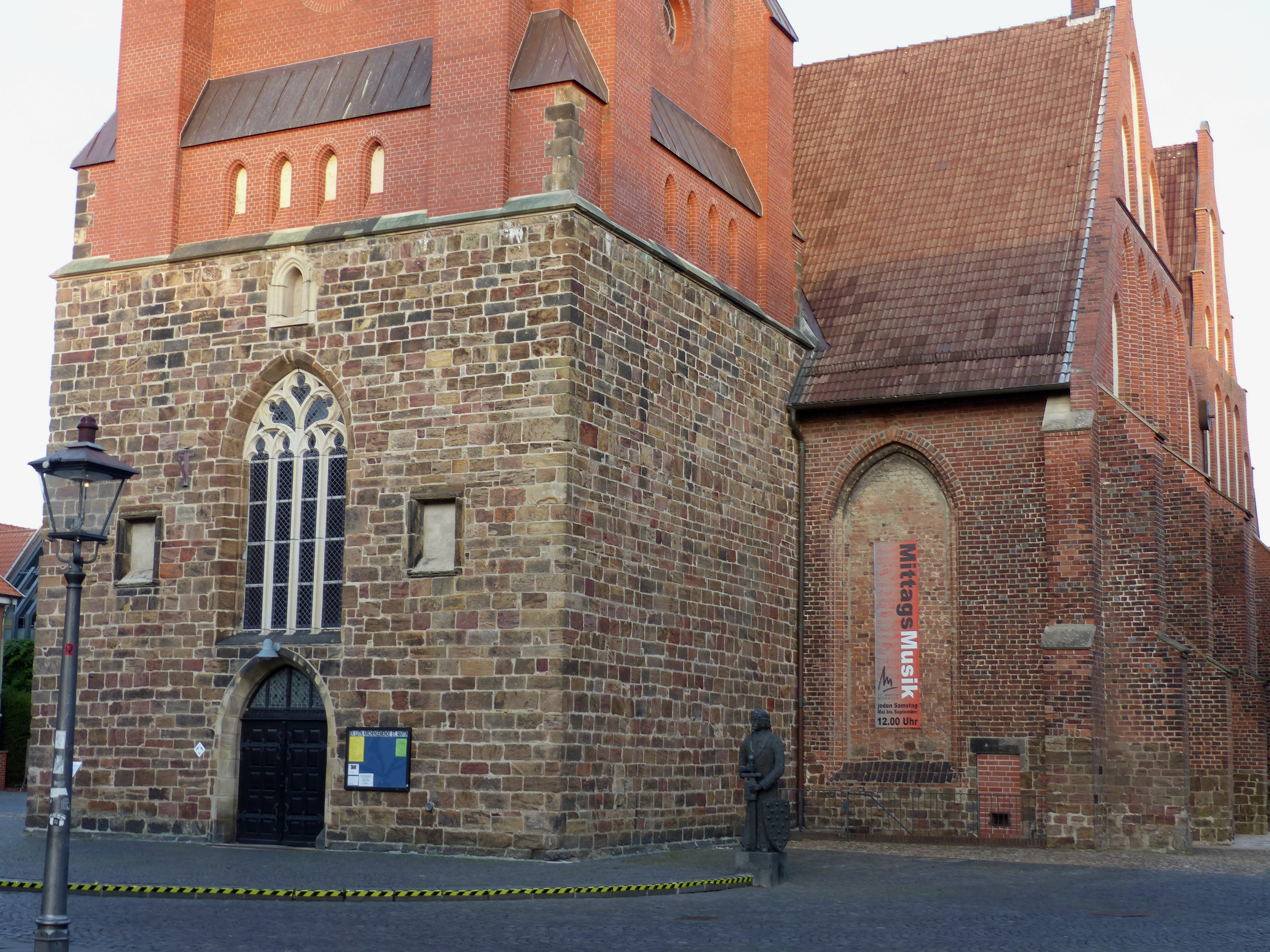
Turmbasis aus Sandsteinquadern mit Flamboyant-Maßwerkfenster über später erneuertem Portal

## Architektur
Das Äußere des Langhauses ist von dreibahnigen, erneuerten Maßwerkfenstern zwischen gestuften Strebepfeilern geprägt. Es wird bekrönt von hohen, teils über zwei Joche reichenden Zwerchgiebeln, die zweizonig und mit in die Tiefe geschichteten Blenden geschmückt sind, ähnlich den Chorgiebeln der Stephanikirche in Bremen. 
Der Chor wurde teils in Sandstein, teils in Backstein errichtet und hat keine Zwerchgiebel. 
Der Westturm zeigt Fenster mit Flamboyantmaßwerk und ein erneuertes Portal.
Das gedrungene Innere des Langhauses besteht aus drei leicht querrechteckigen Jochen und drei Schiffen; nach Osten schließt sich ein einjochiger Hallenchor mit einem alle Schiffe umfassenden polygonalen Schluss aus sechs Seiten eines Vierzehnecks. Die auf die halbe Mittelschiffsbreite verengten Seitenschiffe werden in je zwei Zwickelfeldern aus Dreistrahlgewölben fortgesetzt.
Die Kreuzrippengewölbe werden im Langhaus von Rundpfeilern ähnlich wie in St. Mauritius in Minden, im Chor dagegen von kreuzförmigen Pfeilern mit rechteckigen Pfeilervorlagen und von teils figürlichen Konsolen an den Wänden getragen. In den unregelmäßigen Pfeilern und den halbkreisförmig geführten Gurt- und Scheidbögen und Vorlagen des westlichen Chorjochs hat sich das Gliederungssystem der Vierung aus dem 13. Jahrhundert erhalten. Im östlichen Chorjoch wurden demgegenüber die Vorlagen und Scheidbögen vermutlich bei der Restaurierung in den Jahren 1830/31 angeglichen. Die Innenwand des Chores zeigt vorgeblendete Spitzbogen-Arkaden im Sockelbereich. Die Sakristei auf der Südseite wurde im 19. Jahrhundert angebaut.
Im Gewölbe des nordwestlichen Langhausjochs und an der Ostwand des nordöstlichen Jochs sind Reste spätgotischer Wandmalereien erhalten, die im Jahr 1964 restauriert wurden.

## Ausstattung
Auf dem Altar sind zwölf ausdrucksvolle kleine Apostelfiguren aus Sandstein aus der Zeit um 1515/20 mit individuellen Gesichtszügen und variierter Haltung und Größe aufgestellt, die auf den sogenannten Snetlagemeister aus der Werkstatt des Meisters von Osnabrück zurückgeführt werden. Sie waren 1830 aus der Kirche entfernt worden und wurden 1987 aus dem Kunsthandel zurückgekauft. Ein romanisierender Taufstein ist auf das Jahr 1869 datiert.
Mehrere wertvolle Epitaphien und Grabmäler besonders des 16. Jahrhunderts sind weiter zu erwähnen.  Ein manieristisches hölzernes Epitaph für den Heerführer Hilmar von Münchhausen († 1573) und seine Gemahlin († 1583) aus dem Jahr 1574 ist reich mit Wappen, Grotesken und Beschlagwerksornamentik versehen. Es zeigt eine Ädikula-Rahmung mit korinthisierenden Säulen auf Postamenten und kleinen, seitlich beigeordneten Säulen sowie einen bekrönenden Dreiecksgiebel mit dem Brustbild Gottvaters. In der Predella ist die kniende Familie im Gebet und im Hauptfeld eine gemalte Darbringung Christi im Tempel abgebildet.
In der Turmhalle ist eine Grabplatte im Hochrelief für den Grafen Otto VIII. von Hoya († 1582) und seiner Gemahlin Agnes untergebracht. Im Chor findet sich das zugehörige, in Bremen gefertigte, zweistöckige Epitaph mit den Figuren der Verstorbenen vor einem Auferstehungsrelief in einer manieristischen Architekturrahmung. 
An einem Mittelschiffspfeiler ist das gerundete Barockepitaph für Johann Georg Steigerthal († 1740) aus verschiedenfarbigem Marmor mit gesprengtem Giebel und zwei weiblichen Begleitfiguren angebracht.

### Orgel
Bereits vor dem Jahr 1648 gab es in St. Martin eine Orgel; für dieses Jahr gibt es nämlich ein Vertragsfomular, welches die Erweiterung de vorhandenen Orgel um ein Rückpositiv zum Gegenstand hat. Dieses Instrument, das zwischenzeitlich mehrfach erweitert wurde, wurde 1885 abgebauten auch einen Neubau der Firma Euler (Gottsbüren) ersetzt; die neue Orgel hatte 30 Register auf zwei Manualen und Pedal. 1963 baute Orgelbau Hammer (Hannover) ein neues Instrument mit 35 Registern auf drei Manualen und Pedal. Die gegenwärtige Orgel wurde 1997 von Firma Thomas Jann Orgelbau erbaut. mit 38 Registern auf drei Manualen und Pedal.
| I Grand Choeur C–a3 |                    |        |
| 1.                  | Fugara             | 08′    |
| 2.                  | Rohrflöte          | 08′    |
| 3.                  | Flöte              | 04′    |
| 4.                  | Cornet III (ab c0) | 02 ⁄3′ |
| 5.                  | Trompette          | 16′    |
| 6.                  | Trompette          | 08′    |

| II Hauptwerk C–a3 |                |        |
| 07.               | Principal      | 16′    |
| 08.               | Octave         | 08′    |
| 09.               | Holzflöte      | 08′    |
| 10.               | Viola da Gamba | 08′    |
| 11.               | Octave         | 04′    |
| 12.               | Spitzflöte     | 04′    |
| 13.               | Quinte         | 02 ⁄3′ |
| 14.               | Octave         | 02′    |
| 15.               | Larigot        | 01 ⁄3′ |
| 16.               | Mixtur IV–V    | 01 ⁄3′ |
| 17.               | Vox Humana     | 08′    |
|                   | Bocktremulant  |        |

| III Schwellwerk C–a3 |                             |         |
| 18.                  | Quintatön                   | 16′     |
| 19.                  | Geigenprincipal             | 08′     |
| 20.                  | Bourdon                     | 08′     |
| 21.                  | Salicional                  | 08′     |
| 22.                  | Voix Céleste                | 08′     |
| 23.                  | Fugara                      | 04′     |
| 24.                  | Flûte Octaviante            | 04′     |
| 25.                  | Nasard                      | 02 ⁄3′  |
| 26.                  | Piccolo                     | 02′     |
| 27.                  | Tierce                      | 01 3⁄5′ |
| 28.                  | Progressio Harmonique I–III | 02 ⁄3′  |
| 29.                  | Trompette Harmonique        | 08′     |
| 30.                  | Hautbois                    | 08′     |
|                      | Kanaltremulant              |         |

| Pedalwerk C–f1 |               |         |
| 31.            | Principalbaß  | 16′     |
| 32.            | Subbaß        | 16′     |
| 33.            | Quinte        | 10 2⁄3′ |
| 34.            | Octavbaß      | 08′     |
| 35.            | Spitzflöte    | 08′     |
| 36.            | Choralbaß     | 04′     |
| 37.            | Hintersatz IV | 02′     |
| 38.            | Posaune       | 16′     |

- Koppeln: I/II, III/I, III/II, I/P, II/P, III/P (auch als Superoktavkoppel)